# Pajaritos (station)
Pajaritos är en tunnelbanestation i tunnelbanesystemet Metro de Santiago i Santiago, Chile. Stationen ligger på linje 1. Den nästföljande stationen på samma linje i riktning mot Los Dominicos är Las Rejas och i riktning mot San Pablo är nästa  station Neptuno. Stationen ligger på den största gatan i Santiago, Alameda del Libertador Bernardo O'Higgins. Den har fått sitt namn från avenyn Avenida Pajaritos, som ligger ett par meter längre bort från stationen.